# Flughafen Tianjin

i7
i11
i13
Der Tianjin Binhai International Airport (chinesisch 天津滨海国际机场, IATA-Code: TSN, ICAO-Code: ZBTJ) ist der Verkehrsflughafen der regierungsunmittelbaren Stadt Tianjin. Der Flughafen wurde im November 1939 gebaut. Der erste zivile Flug der Volksrepublik China startete am 1. Mai 1950 vom Tianjin Flughafen. 1996 erhielt der Flughafen die Zulassung für internationale Flüge und gab sich den Namenszusatz 'Binhai International'. Seit 2002 gehört der Flughafen zur Capital Airport Holding Company (CAH), die auch die Flughäfen von Peking, Nanchang, Wuhan, Chongqing, Guiyang, Changchun, Hohhot und Harbin betreibt. Durch umfangreiche Modernisierungen und Neubauten von August 2005 bis 2007 wurde ein neues Terminal mit 19 Fluggastbrücken gebaut. Ab 2009 kamen eine zweite Start- und Landebahn und weitere Flugzeugabstellflächen hinzu.